# Chamis Miljana
Chamis Miljana (arab. خميس مليانة, fr. Khemis Miliana) – miasto w Algierii, w prowincji Ajn ad-Dafla. W 2008 roku liczyło 84 574 mieszkańców.